# A.k.a. Cartoon
a.k.a. Cartoon este un studio de animație canadian situat în Vancouver, British Columbia, Canada. A fost fondat pe 1 aprilie 1994 de Danny Antonucci. Motto-ul companiei este "Dedicat să producă animație pentru toată lumea, indiferent dacă dorește sau nu!"
Studioul a creat și a produs serialele The Brothers Grunt și Cartoon Sushi – ambele pentru MTV –, și, de asemenea, Ed, Edd și Eddy pentru Cartoon Network. Din 2015, compania a lucrat la mai multe proiecte, inclusiv un episod pilot animat intitulat Snotrocket.

## Filmografie

### Seriale de animație
| Titlu              | Premiera          | Final            | Canal           | Co-producție cu               |
| ------------------ | ----------------- | ---------------- | --------------- | ----------------------------- |
| The Brothers Grunt | 15 august 1994    | 9 aprilie 1995   | MTV             | MTV Networks                  |
| Cartoon Sushi      | 17 octombrie 1997 | 23 iunie 1998    | MTV             | DNA Productions MTV Animation |
| Ed, Edd și Eddy    | 4 ianuarie 1999   | 8 noiembrie 2009 | Cartoon Network |                               |

### Episoade pilot
| Titlu      | Premiera | Canal    |
| ---------- | -------- | -------- |
| Snotrocket | 2017     | Internet |

### Filme și speciale de televiziune
| Titlu                                   | Premiera          | Canal           |
| --------------------------------------- | ----------------- | --------------- |
| Ed, Edd și Eddy: Clopoțeii de Crăciun   | 3 decembrie 2004  | Cartoon Network |
| Ed, Edd și Eddy: Giugiuleală cu balamuc | 11 februarie 2005 | Cartoon Network |
| Ed, Edd și Eddy: Bau! Te-am speriat     | 28 octombrie 2005 | Cartoon Network |
| Ed, Edd și Eddy: Vin Ezii!              | 11 mai 2007       | Cartoon Network |
| Ed, Edd și Eddy - Marele Show           | 8 noiembrie 2009  | Cartoon Network |

## Legături externe
- Siteul oficial al Animation by Mistake. Arhivă din original din 4 iunie 2004.
- A.k.a Cartoon la Internet Movie Database